# Stefano Callegari
Stefano Callegari (n. Rosario, provincia de Santa Fe, Argentina; 6 de enero de 1997) es un futbolista argentino. Juega de defensor y su equipo actual es Nueva Chicago

## Carrera

### Newell's Old Boys
Callegari debutó en el club donde realizó las inferiores, Newell's Old Boys, el 31 de marzo de 2018 en la victoria por 2-1 sobre Tigre. Ingresó a los 17 minutos del primer tiempo por el lesionado Bruno Bianchi. En total, jugó 20 partidos con la camiseta de la Lepra.

### Platense
Su poca continuidad en el conjunto rosarino hizo que el defensor sea cedido a Platense, equipo de la Primera Nacional. Debutó en el Calamar el 28 de noviembre de 2020 en la victoria 0-2 contra Atlanta. Fue parte importante del ascenso de Platense a Primera División, jugando 7 partidos. En Primera disputó 7 encuentros, siendo su debut el 6 de marzo de 2021, partido que terminó 3-1 a favor de Godoy Cruz.

### Agropecuario
Sin posibilidades en Newell's tras su vuelta del préstamo en Platense, Callegari fue prestado nuevamente a un equipo de la segunda categoría del fútbol argentino, esta vez a Agropecuario. Debutó en el Sojero el 12 de febrero en la derrota 1-0 contra Deportivo Madryn.

### Aldosivi
Después de la salida de Agropecuario, Callegari fue a Aldosivi en condición de préstamo. En su paso con el Tiburón que fue totalmente decepcionante dado a su bajo rendimiento de jugador  fue hechado, Callegari jugó 26 partidos en total.

### Nueva Chicago
Tras salir de Aldosivi y quedar libre en Newell's, Callegari partió rumbo a Mataderos. En Nueva Chicago, el Caballo debutó el 3 de febrero en la victoria 1-0 contra Almagro, jugando los 90 minutos y siendo capitán del equipo por 11 fechas consecutivas, el defensor convierte su primer gol en la institución el sábado 7 de septiembre por la fecha 31 del campeonato b nacional frente a Aldosivi.

## Estadísticas

### Clubes
- Actualizado hasta el 21 de julio de 2024.

| Newell's Old Boys Argentina | 1.ª                 | 2017-18             | 1  | 0 | 0  | 0 | 0 | 0 | 1   | 0 | 0,00 |
| Newell's Old Boys Argentina | 1.ª                 | 2018-19             | 14 | 0 | 5  | 0 | - | - | 19  | 0 | 0,00 |
| Newell's Old Boys Argentina | 1.ª                 | 2019-20             | 0  | 0 | 0  | 0 | - | - | 0   | 0 | 0,00 |
| Newell's Old Boys Argentina | Total club          | Total club          | 15 | 0 | 5  | 0 | 0 | 0 | 20  | 0 | 0,00 |
| Platense Argentina | 2.ª                 | 2020                | 7  | 0 | -  | - | - | - | 7   | 0 | 0,00 |
| Platense Argentina | 1.ª                 | 2021                | 1  | 0 | 6  | 0 | - | - | 7   | 0 | 0,00 |
| Platense Argentina | Total club          | Total club          | 8  | 0 | 6  | 0 | - | - | 14  | 0 | 0,00 |
| Agropecuario Argentina | 2.ª                 | 2022                | 26 | 0 | 3  | 0 | - | - | 29  | 0 | 0,00 |
| Agropecuario Argentina | Total club          | Total club          | 26 | 0 | 3  | 0 | - | - | 29  | 0 | 0,00 |
| Aldosivi Argentina | 2.ª                 | 2023                | 25 | 0 | 1  | 0 | - | - | 26  | 0 | 0,00 |
| Aldosivi Argentina | Total club          | Total club          | 25 | 0 | 1  | 0 | - | - | 26  | 0 | 0,00 |
| Nueva Chicago Argentina | 2.ª                 | 2024                | 34 | 2 | -  | - | - | - | 22  | 0 | 0,00 |
| Nueva Chicago Argentina | Total club          | Total club          | 22 | 0 | -  | - | - | - | 22  | 0 | 0,00 |
| Total en su carrera | Total en su carrera | Total en su carrera | 96 | 0 | 15 | 0 | 0 | 0 | 111 | 0 | 0,00 |
| (1) Las copas nacionales se refiere a la Copa Argentina y a la Copa de la Liga Profesional. (2) Las copas internacionales se refiere a la Copa Libertadores y a la Copa Sudamericana. (3) Media de goles por encuentro. No incluye goles en partidos amistosos. |                     |                     |    |   |    |   |   |   |     |   |      |